# Rafael Acosta Arévalo
Rafael Ramón Acosta Arévalo (Coro, 17 de junio de 1969-Caracas, 29 de junio de 2019) fue un militar venezolano con el rango de capitán de corbeta de la Fuerza Armada Nacional Bolivariana. Acosta Arévalo fue víctima de una desaparición forzosa después de ser acusado por el gobierno de Nicolás Maduro de «conspirar para llevar a cabo un intento de golpe de Estado». Acosta Arévalo murió luego de ser sometido a torturas durante su detención por parte de agentes de la Dirección General de Contrainteligencia Militar (DGCIM) en el hospital militar Vicente Salias Sanoja.
El hecho causó gran impacto en medios de comunicación y reacciones de rechazo tanto nacionales como internacionales. En 2022, dos funcionarios involucrados fueron condenados a 30 años de prisión a los por «delitos de tortura y homicidio calificado contra Rafael Acosta Arévalo». Defensores de derechos humanos han criticado que funcionarios de alto rango no hayan sido responsabilizados de la muerte de Acosta Arévalo.

## Biografía
Acosta Arévalo nació el 16 de junio de 1969 en el Hospital Alfredo Van Grieken de la ciudad de Coro. Era el hermano mayor de los cuatro hijos del topógrafo Rafael Adrián Acosta López. El padre era oriundo de la población de Capadare, municipio San Francisco, al oriente del estado Falcón. Se graduó en la Academia Militar de la Armada Bolivariana (AMAB), donde obtuvo su grado de alférez de navío en la Armada Bolivariana También participó como ayudante en la  Tragedia de Vargas de 1999. Residía en Maracay, estado Aragua. Estaba casado con Waleswka Pérez y era padre de dos hijos.

## Muerte

### Detención y tortura
El 22 de junio de 2019, la esposa de Acosta Arévalo denunció su desaparición y declaró que había hablado con él por última vez a las 2:00 p. m. del día anterior, mientras se encontraba en una «reunión personal» en Guatire, en el estado Miranda.
Ese día, funcionarios de la Dirección General de Contrainteligencia Militar (DGCIM) y del Servicio Bolivariano de Inteligencia (SEBIN) detuvieron a siete personas, entre militares y policías activos y retirados. Entre los detenidos se encontraban dos coroneles retirados, un general de brigada de la aviación, un teniente coronel del Ejército, dos comisarios retirados del Cuerpo de Investigaciones Científicas, Penales y Criminalísticas (CICPC) y un capitán de corbeta de la Armada, Acosta Arévalo. El 26 de junio, después de seis días sin conocer su paradero, la detención de Acosta Arévalo fue anunciada por el ministro de comunicación e información Jorge Rodríguez, quien acusó a tres de ellos, incluyendo a Acosta Arévalo, de incurrir en «los delitos de terrorismo, conspiración y traición a la patria»; según el gobierno, los inculpados estaban preparando un golpe de Estado que «incluía la muerte de Nicolás Maduro y Diosdado Cabello».
Durante su detención, el presidente de la Asamblea Nacional Constituyente, Diosdado Cabello, aseguró que el capitán Acosta Arévalo estaba «a buen resguardo».
Según Tamara Sujú, embajada designada de República Checa y activista de derechos humanos:

Al capitán Rafael Acosta, junto con otros compañeros, se lo llevaron a un lugar boscoso en las afueras de Caracas, lo colgaron desnudo en un árbol, con las manos atadas y los ojos vendados con un cartón

También aseguró que golpearon con palos en varias partes de su cuerpo y que le dispararon cerca del oído para que perdiera la audición.
El 28 de junio, Acosta Arévalo fue trasladado por una comisión del DGCIM a la sede del tribunal militar para realizar su audiencia de presentación, donde llegó en una silla de ruedas con graves indicios de torturas. Los funcionarios de la DGCIM impidieron que la entrevista con sus abogados fuera privada. Acosta Arévalo presentaba muchas excoriaciones en los brazos, poca sensibilidad en las manos, inflamación extrema en los pies, rastros de sangre en las uñas y lesiones en el torso. Acosta Arévalo tampoco era capaz de mover las manos o los pies, de poder levantarse o de hablar, con la excepción de aceptar el nombramiento de su defensor y de pedirle auxilio a su abogado.
El juez ordenó que el capitán fuera trasladado al Hospital Militar del Ejército Dr. Vicente Salias Sanoja, "Hospitalito", ubicado en Fuerte Tiuna, al observar su crítico estado físico y su audiencia de presentación fue pospuesta. Más adelante, el juez de la causa comunicó que Acosta Arévalo había fallecido en la noche en el hospital.
Después de que las denuncias de los hechos se hicieran públicas, no se podía ingresar la etiqueta «DGCIM» como búsqueda en la plataforma Twitter, presuntamente por un bloqueo.

### Investigaciones
El gobierno de Nicolás Maduro emitió comunicados a raíz de la muerte de Acosta Arévalo con diferentes contradicciones. Jorge Rodríguez anunció que el capitán había sido presentado y que el fallecimiento ocurrió «durante el acto de presentación frente al tribunal competente». El fiscal general designado por la Asamblea Nacional Constituyente, Tarek William Saab, afirmó que Acosta Arévalo «estaba siendo presentado ante los tribunales», y el ministro de la defensa, Vladimir Padrino López, precisó que el oficial se desmayó antes de iniciar la audiencia. El diputado Diosdado Cabello desestimó la posibilidad de una investigación independiente, expresando «confiamos en nuestra justicia» llamando al Ministerio Público a comenzar una investigación y mencionando que «quien tenga la responsabilidad en el caso debe de asumirla».
Según la presidenta de la ONG Control Ciudadano, Rocío San Miguel, «el Capitán Acosta Arévalo, muere siendo inocente, pues nunca desde su detención fue formalmente imputado por el estado venezolano, quien violando las garantías constitucionales más elementales del debido proceso».
La fiscal general destituida por la Asamblea Nacional Constituyente, Luisa Ortega Díaz, emitió un comunicado en el que señala que designó a un equipo multidisciplinario para el esclarecimiento de la muerte, para determinar la responsabilidad de los autores e imponer las sanciones correspondientes. El director de actuación procesal del Ministerio Público en el exilio, Zair Mundaray, informó sobre los hallazgos médicos legales en el cuerpo del capitán:

16 arcos costales fracturados, ocho de cada lado, las tres primeras y la última en buen estado, de ambos lados. Fractura de tabique nasal, excoriaciones en hombros, codos y rodillas, hematomas en el muslo en la cara interna y ambas extremidades. Lesiones (similares a latigazos) en espalda y muslos parte posterior, un pie fracturado, múltiples escoriaciones y signos de pequeñas quemaduras en ambos pies (se presume electrocución).

El periodista Eligio Rojas reveló el documento de la autopsia, donde se determinó como causa de muerte fue:

Edema cerebral severo debido a insuficiencia respiratoria aguda, conllevando a un tromboembolismo pulmonar, producto de una rabdomiolisis por politraumatismo generalizado.

El Ministerio Público imputó a dos funcionarios adscritos a la DGCIM, el teniente Ascanio Antonio Tarascio y el sargento Estiben Zarate, y solicitó su detención preventiva como presuntos responsables del hecho. Los oficiales fueron imputados con el delito de “homicidio preterintencional concausal”, el cual tiene una pena máxima de nueve años de prisión. Gonzalo Himiob, vicepresidente del Foro Penal, denunció que homicidio preterintencional concausal supone que la muerte de la persona fue causada ejecutando actos dolosos con la intención de lesionarla, no a matarla, y que definir como delito común cualquier acto que sea una grave violación a los derechos humanos es una «estrategia dirigida a tergiversar la verdad y a procurar la impunidad de sus responsables» y calificar el homicidio como ‘concausal’ implica que la muerte no habría tenido lugar sin la presencia de condiciones o situaciones preexistentes o sobrevenidas desconocidas por el homicida, o imprevistas, que no han dependido de sus actos. La ex defensora del pueblo Gabriela Ramírez lamentó que no se aplicara la Ley contra la Tortura y que el plan que se elaboró en su administración haya sido desechado, de lo cual responsabilizó a su sucesor, Tarek William Saab.
Posteriormente, en febrero de 2022, el Ministerio Público de Venezuela, emite condena final a treinta (30) años de prisión al sargento Estiben José Zárate Zoto, y el teniente Ascanio Antonio Tarascio Mejía, por los delitos de «tortura y homicidio calificado» de Acosta Arévalo. Defensores de derechos humanos han criticado que funcionarios de alto rango no hayan sido responsabilizados de la muerte de Acosta Arévalo.

### Inhumación controlada
El cadáver de Acosta Arévalo estuvo doce días en la Morgue de Bello Monte custodiado por la policía y posteriormente enterrado en el cementerio del Este, en Caracas. La Policía Nacional Bolivariana cerró los accesos al cementerio y las autoridades realizaron una inhumación controlada el 11 de julio de 2019, tal y como ocurrió con el funcionario Óscar Pérez, en contra de la voluntad de los familiares, cuya voluntad es que fuera enterrado en Maracay, en el estado Aragua, donde reside la mayor parte de la familia. El mismo día, funcionarios de seguridad allanaron la residencia de los suegros del capitán, en el sector El Limón, Maracay.

### Reacciones
La Unión Europea reclamó una investigación «completa e independiente» de la muerte de Acosta Arévalo, considerando que el caso pone de relieve «la naturaleza arbitraria del sistema judicial y la falta de garantías y derechos» para los detenidos en Venezuela. El Grupo de Lima, conformado por 14 países de América, repudió la muerte del capitán en un comunicado, calificándola como un «asesinato». El secretario general de la Organización de Estados Americanos, Luis Almagro, exigió «verdad y justicia por el asesinato» de Acosta Arévalo, del que culpa directamente a «la dictadura».
Estados Unidos consideró el caso como «un sombrío ejemplo» de hasta dónde llega la persecución contra adversarios de Maduro, y el 11 de julio el Departamento del Tesoro de Estados Unidos sancionó a la Dirección General de Contrainteligencia Militar, congelando todas las propiedades que la DGCIM pueda tener bajo jurisdicción estadounidense y prohibiéndoles hacer transacciones financieras con cualquier persona que se encuentre en los Estados Unidos. Alemania declaró que la muerte de Acosta Arévalo "es un obstáculo para una salida negociada en Venezuela". Francia condenó la muerte del militar y reclamó «una investigación independiente» para aclarar las circunstancias en que se produjo. El presidente de Colombia, Iván Duque, rechazó contundentemente la muerte del capitán, declarando que «El mundo debe ponerle fin a esa dictadura». El ministro de asuntos exteriores de España, Josep Borrell, mencionó tras lo sucedido con la muerte de Acosta Arévalo, que «Algo pasó y queremos saberlo». Aparte pidió una investigación clara sobre el asunto. La secretaría de relaciones exteriores de México expresó su preocupación por la muerte de Acosta Arévalo.
Un comunicado de la comisión de política interior de la Asamblea Nacional informó de que el cuerpo legislativo le solicitaría a la Corte Penal Internacional y a las Naciones Unidas que investigara la muerte del capitán de corbeta. Juan Guaidó definió el hecho como «abominable» y declaró que se estableció contacto inmediato con la familia y la comisión de las Naciones Unidas, que dio instrucciones tanto a los embajadores designados como a representantes en el exterior para que realizaran la denuncia ante gobiernos extranjeros y la Alta Comisionada de las Naciones Unidas para los Derechos Humanos, Michelle Bachelet, y que continuaría recabándose información sobre la muerte de Acosta Arévalo.
La diputada Delsa Solórzano envió un comunicado dirigido a Michelle Bachelet exigiéndole cumplir con el protocolo de Minnesota, un procedimiento modelo recomendado por el Alto Comisionado de las Naciones Unidas para los Derechos Humanos para investigar crímenes de lesa humanidad, en los que se hubieran cometido ejecuciones ilegales, y que está orientado a evitar que los funcionarios del Estado sospechoso de haber cometido los crímenes puedan actuar o influir en la investigación. Líderes opositores tales como Julio Borges y Antonio Ledezma también condenaron la muerte.
Debido a la muerte de Acosta Arévalo, la delegación de Juan Guaidó en las negociaciones con el gobierno suspendió su viaje a la tercera ronda de conversaciones. El 2 de julio de 2019, Rafael fue ascendido póstumamente a capitán de fragata por Juan Guaidó en representación de la Asamblea Nacional. La ONG PROVEA, le solicitó al equipo técnico en Venezuela de Bachelet, que Nicolás Maduro diera una explicación por la muerte de Acosta Arévalo. La Organización no gubernamental para la protección y promoción de los Derechos Humanos (COFAVIC) emitió un comunicado manifestando su profunda preocupación por la muerte del militar, sosteniendo que «La tortura está diseñada con el propósito deliberado de atemorizar».
Días más tarde, el alto mando de las Fuerzas Armadas, Remigio Ceballos, aseguró que el capitán «murió mientras estaba bajo custodia» y que había conspirado durante más de diez años contra el Estado. No obstante, el funcionario mencionó que «toda la FANB lamenta los acontecimientos relacionados con la pérdida del oficial retirado».